# Willem Alberda van Ekenstein
Willem Alberda van Ekenstein (* 28. März 1858 in Groningen; † 5. Mai 1937) war ein niederländischer Chemiker.
Ekenstein studierte von 1876 bis 1879 Chemie am Polytechnikum Delft. Anschließend übernahm er Assistentenstellen an den Universitäten Amsterdam, später Groningen, und kehrte von dort 1884 nach Amsterdam in das staatliche Zuckerlaboratorium zurück. 
Gemeinsam mit Lobry de Bruyn entdeckte er 1885 die nach beiden benannte Lobry-de-Bruyn-Alberda-van-Ekenstein-Umlagerung.